# Пауїло (Гаваї)
Пауїло (англ. Paauilo) — переписна місцевість (CDP) в США, в окрузі Гаваї штату Гаваї. Населення — 618 осіб (2020).

## Географія
Пауїло розташоване за координатами 20°2′6″ пн. ш. 155°22′25″ зх. д. / 20.03500° пн. ш. 155.37361° зх. д. (20.034875, -155.373581).  За даними Бюро перепису населення США в 2010 році переписна місцевість мала площу 2,81 км², з яких 2,70 км² — суходіл та 0,12 км² — водойми.

## Демографія
Згідно з переписом 2010 року, у переписній місцевості мешкало 595 осіб у 195 домогосподарствах у складі 134 родин. Густота населення становила 211 осіб/км².  Було 211 помешкання (75/км²).
Расовий склад населення:
| - 36,0 % — азіатів - 15,3 % — білих - 6,9 % — вихідців з тихоокеанських островів - 0,2 % — корінних американців |

До двох чи більше рас належало 41,3 %. Частка іспаномовних становила 15,8 % від усіх жителів.
За віковим діапазоном населення розподілялося таким чином: 27,7 % — особи молодші 18 років, 58,2 % — особи у віці 18—64 років, 14,1 % — особи у віці 65 років та старші. Медіана віку мешканця становила 38,9 року. На 100 осіб жіночої статі у переписній місцевості припадало 103,1 чоловіків;  на 100 жінок у віці від 18 років та старших — 100,9 чоловіків також старших 18 років.
Середній дохід на одне домашнє господарство  становив 59 414 долари США (медіана — 47 500), а середній дохід на одну сім'ю — 55 607 доларів (медіана — 48 611). Медіана доходів становила 32 143 долари для чоловіків та 28 971 долар для жінок. За межею бідності перебувало 9,9 % осіб, у тому числі 17,8 % дітей у віці до 18 років та 3,4 % осіб у віці 65 років та старших.
Цивільне працевлаштоване населення становило 348 осіб. Основні галузі зайнятості: освіта, охорона здоров'я та соціальна допомога — 27,3 %, мистецтво, розваги та відпочинок — 23,9 %, сільське господарство, лісництво, риболовля — 12,9 %, роздрібна торгівля — 9,5 %.